# Francesco Taverna
Francesco Taverna, I conte di Landriano (Milano, 1488 – Milano, 14 agosto 1560), è stato un nobile, politico e diplomatico italiano.

## Biografia
Nato a Milano nel 1488, Francesco Taverna apparteneva ad un'antica famiglia della città di Milano. Laureatosi in legge presso l'Università di Pavia, nel 1514 venne incluso nei giureconsulti di Milano, e due anni dopo inviato per il periodo di due anni alla corte di Francia come inviato. Al ritorno degli Sforza sul trono milanese, fu ambasciatore di Francesco II Sforza nelle trattative di pace tra Venezia e Carlo V. Nel 1526 venne nominato ancora una volta ambasciatore, questa volta diretto a Roma per la stipula della lega contro Carlo V e nel 1528 fu ambasciatore ducale alla corte di Francia.
Ritornato stabilmente a Milano, riuscì ad ascendere con relativa facilità alle più alte cariche dello stato e nel 1533 venne nominato Gran Cancelliere, carica a cui venne riconfermato anche dallo stesso Carlo V quando il ducato di Milano passò all'Impero. Lo stesso Carlo V decise di servirsi del Taverna a Milano per la sua conoscenza degli uffici pubblici e per questo lo nominò suo consigliere, lo fece eleggere nel senato milanese e lo nominò presidente del magistrato straordinario. Nel 1536 venne creato conte sul feudo imperiale di Landriano.
Morì a Milano nel 1560.